# 关系营销
关系营销（也称作“关系营销学”）是指在营销过程中，企业还要与消费者，竞争者，分销商，供应商，政府机构和公众等发生交互作用的营销过程，它的结构包括外部消费者市场，内在市场，竞争者市场，分销商市场等，核心是和自己有直接或间接营销关系的个人或集体保持良好的关系。
关系营销是从1960年代的“直接应答式营销”发展起来的一种营销形式，出现于1980年代，他强调与客户建立长期的关系，而不是一次性的交易。这涉及到按照客户的生命周期理解客户的需求。它强调将一系列的产品和服务在现有的客户需要的时候提供给他们。

## 关系营销的发展
现代关系营销的起源可以追溯到施奈德（Schneider, B. 1980年）的一段话，其中说道：“奇怪的是研究者和商人都关注于把客户吸引到产品和服务这边来，而不是如何留住客户”。最早研究关系营销的是德克萨斯大学A&M分校的林·贝利（Len Berry，1982年）和埃默里（Emory）的雅克·舍思（Jag Sheth），两人都是最早使用“关系营销”这个词汇的，营销理论家哈佛大学的西奧多·萊維特（Theodore Levitt）最早将营销的范围拓宽，超越了一次性交易。
在实践中，关系营销来源自产业和B2B市场，其间的长期接触已经持续多年，司空见惯。哈佛学者巴巴拉·布恩德·杰克逊（Jackson, B.B.，1985年）重新审视了产业营销实践，在营销中正确应用了这个概念。
根据林·贝利（1983年）的观点，关系营销可以应用于以下情況：
1. 有替代品可供選擇；
2. 顧客要決定他們的選擇；及
3. 市場持續地及週期地渴求該產品或服務

关系营销的主要特点：1） 获客成本较低；2）取得客户信任容易；3）用户意见反馈及时。其中，最核心的就是“获客成本”，因为我们的营销工作的绝大部分投入都是化在“获客”方面。